# Fushimi (empereur)
Pour les articles homonymes, voir Fushimi et Hirohito (homonymie).
L'empereur Fushimi (伏見天皇, Fushimi Tennō, 10 mai 1265 – 8 octobre 1317) était le 92e empereur du Japon, selon l'ordre traditionnel de la succession, et a régné du 27 novembre 1287 au 30 août 1298. Son nom personnel était Hirohito (熈仁) (note : les kanji utilisés pour écrire son nom personnel sont différents de ceux utilisés pour celui de l'empereur Shōwa.).

## Généalogie
Fushimi était le second fils de l'empereur Go-Fukakusa et appartenait donc à la lignée Jimyōin-tō. Sa mère était Fujiwara (Toin) no Inshi (Genkimon In).
Il eut plusieurs enfants, dont les futurs empereurs Go-Fushimi et Hanazono.
Impératrice et Consorts :
- Fujiwara no Shoshi °1271 †1342 ; fille de Fujiwara (Saionji) no Sanekane et d'une fille de Minamoti no Michinari ; impératrice en 1288 ; titrée Eifukimon In en 1298 ; nonne en 1316

- Une fille de Fujiwara no Tsuneuji ; mère de :
  - Premier fils : Prince Tanehito °1288 †1336 (empereur Go-Fushimi)

- Une fille de Fujiwara (Toin) no Kimmori

- Fujiwara no Kishi °1265 †1336 ; fille de Fujiwara (Toin) no Saneo ; tante de son époux ; titrée Kenshimon In en 1326 ; mère de :
  - Première fille : Princesse Enshi °1291 ; impératrice honoraire en 1311 ; titrée Emmeimon In en 1315 ; nonne en 1317
  - Seconde fille : Princesse Yoshi °1293 †1336 ; titrée Shogimon In en 1305 ; nonne en 1313
  - Second fils : Prince, moine bouddhiste
  - Troisième fille : Princesse
  - Quatrième fils : Prince Tomihito °1297 †1348 (empereur Hanazono)

- Minamoto no Shinshi, fille de Minamoto no Tomouji ; dame d'honneur ; titrée Gondainagon no Suke

## Biographie
En 1275, grâce aux actions de son père, le futur Fushimi devient le prince héritier de son cousin, l'empereur Go-Uda de la lignée Daikakuji-tō. En 1287, il monte sur le trône à la suite de l'abdication de son prédécesseur, et son père devient empereur retiré. Deux ans plus tard, le règne d'empereur retiré de son père prend fin, Fushimi prenant le contrôle direct.
En 1289, en faisant de son propre fils (le futur Go-Fushimi) son héritier, à la place d'un membre de la lignée Daikakuji-tō, il augmente l'antagonisme entre les deux lignées.
En 1298, Fushimi abdique en faveur de son fils et entame son règne d'empereur retiré, mais trois ans plus tard, en 1301, la lignée Daikakuji-tō se rallie et force Go-Fushimi à abdiquer, et Fushimi perd donc son titre d'empereur retiré. Cependant, il regagne ce titre en 1308, lorsque son quatrième fils devient l'empereur Hanazono, grâce au soutien du bakufu. Il laisse ce titre d'empereur retiré à son fils Go-Fushimi en 1313.

## Èresde son règne
- Ère Kōan
- Ère Shōō
- Ère Einin